# Frederik Leegaard
Frederik Leegaard (i Frankrig kaldet de Leegardté) (død 1. februar 1733 i Rendsborg) var en dansk officer.
Han hører vistnok til en i det 17. århundrede ret udbredt familie, der havde taget navn efter en gård i
Ringkøbingegnen. Hans fader, der bar fornavnet Hans, er ikke kendt; det var ikke den samtidige rådmand i København Hans Knudsen Leegaard. Frederik Leegaard synes først at have stået ved Lütkens Regiment og i slaget ved Lund 4. december 1676 at have erobret en svensk fane. Han blev fændrik i Dronningens Livregiment 1680, løjtnant 1683, kaptajn 1686. Året efter fik han kompagni ved det nyoprettede hvervede regiment i Norge, men blev 1690 forsat til Oplandske nationale Regiment som major. Samme år drog han til Frankrig, gjorde i de påfølgende krigsår tjeneste ved marskal Luxembourgs stab og viste sig her både tapper og duelig. Fra samme tid skriver sig det fremmede sving, han gav sit navn. Under sin fraværelse blev han 1692 forfremmet til oberstløjtnant ved dragonerne i Norge, men blev 1694 forsat til Gregers Daas dragonregiment ved de danske hjælpetropper i Ungarn. 1696 blev han oberst og chef for 1. Jyske Rytterregiment, der hørte til samme korps, og med hvilket han 1698-99 gik til Sachsen, ligesom han førte det under felttoget i Hertugdømmerne 1700. Dette regiment, som på den tid var det eneste danske kyrasserregiment og nød megen anseelse, beholdt Leegaard, der 1706 forfremmedes til brigader, indtil han 1709 blev generalmajor ved hæren i Holsten. 1711 blev han generalløjtnant og spillede nu under felttogene i Nordtyskland en ret betydelig rolle. Han tog ærefuld del i kampen uden for Wismar 5. december 1711 og slaget ved Gadebusch 20. december 1712. Hans forhold ved førstnævnte lejlighed belønnedes med Dannebrogordenen. Efter Gadebusch fik han kommando over den «delabrerede» del af rytteriet (o. 20 eskadroner), med hvilken han skulle dække den danske hærs tilbagetog, medens Frantz Joachim von Dewitz med resten sendtes den russisk-sachsiske hær i møde. Siden var Leegaard præses i den Overkrigsret, som kongen nedsatte til undersøgelse af forskellige afdelingers forhold under slaget, ligesom han senere var formand for kommissionen i den indviklede og vidtløftige Rossbachske sag. 1715-16 førte Leegaard den danske del af belejringshæren foran Wismar. Efter fredslutningen 1720 trak han sig tilbage til privatlivet og døde 1. februar 1733 i Rendsborg. Få måneder senere (3. maj) fulgtes han i graven af sin hustru, Margrethe f. Arnoldt, datter af generalmajor Johan Arnoldt.